# Petrópolis
Petrópolis, amtlich Município de Petrópolis, ist eine Großstadt im brasilianischen Bundesstaat Rio de Janeiro.

## Geographie
Petrópolis liegt 60 Kilometer nördlich der Stadt Rio de Janeiro in der Serra dos Órgãos (Orgelgebirge) auf einer Höhe von 838 m über dem Meeresspiegel. Das Gemeindegebiet umfasst rund 791,1 km² (2019), die Bevölkerung wurde im Jahr 2021 auf 307.144 Einwohner, die Petropolitanos genannt werden, geschätzt.
Umliegende Gemeinden sind Areal, Duque de Caxias, Guapimirim, Magé, Miguel Pereira, Paraíba do Sul, Paty do Alferes, São José do Vale do Rio Preto und Teresópolis.

## Geschichte
Petrópolis wurde 1825 als Ort von deutschsprachigen, insbesondere Tiroler Einwanderern, gegründet. 1843 wünschte der brasilianische Kaiser Dom Pedro II dort die Errichtung einer kaiserlichen Sommerresidenz. Der gebürtige Mainzer Julius Friedrich Koeler wurde mit der Planung und dem Aufbau beauftragt. Einwanderer, denen es gelang, ihr Grundstück in acht Jahren abzuzahlen, durften bleiben, die anderen mussten gehen. Koeler und seine Beamten wurde von zeitgenössischen Chronisten, darunter einem Pfarrer, beschuldigt, die Bauarbeiter in einen Zustand der Verelendung zu treiben und korrupt zu sein. Gegen Koeler erhob der Pfarrer den Vorwurf, Frauen und Mädchen sexuell zu missbrauchen. Berühmt wurde eine gewisse Frau Welter, die sich den Begierden des übergriffigen Stadtbaumeisters mit Gewalt widersetzte. Koeler starb 1847 bei einem Anschlag mit unbekannter Täterschaft.
Die benötigten Handwerker und Straßenarbeiter wurden größtenteils in Deutschland als Kolonisten angeworben. Anhand eines historischen Stadtplans vom September 1846 lässt sich die regionale deutsche Herkunft der Kolonisten durch die Namensgebung der zwölf Koloniequartiere erkennen: Bingen, Ingelheim, Mosel, Nassau, Unter-Rheingau, Mittel-Rheingau, Simmern, Unter-Pfalz, Ober-Pfalz, Westfalen, Castellania und Petropolis. Ebenso an den Plätzen: St. Goar, Wiesbaden und Kreuznach. Bis Dezember 1846 kamen weitere Quartiere hinzu, unter anderem Darmstadt und Worms.
Im September 1846 besuchte Ida Pfeiffer auf ihrer ersten Weltreise als eine der ersten ausländischen Gäste die junge Kolonie, da deren schnelle Entwicklung in Rio Aufsehen erregte. Sie berichtet, dass die Kolonisten „verschiedene Gattungen europäischer Gemüse und Früchte, die in den tropischen Ländern nur auf einer bedeutenden Höhe gedeihen, für den Bedarf der Hauptstadt“ anbauen. Damals lebten schon 2101 Siedler in Petrópolis, darunter 1921 Deutsche, und Ende Dezember 1846 belief sich die Einwohnerzahl bereits auf nahezu 2300 Personen.

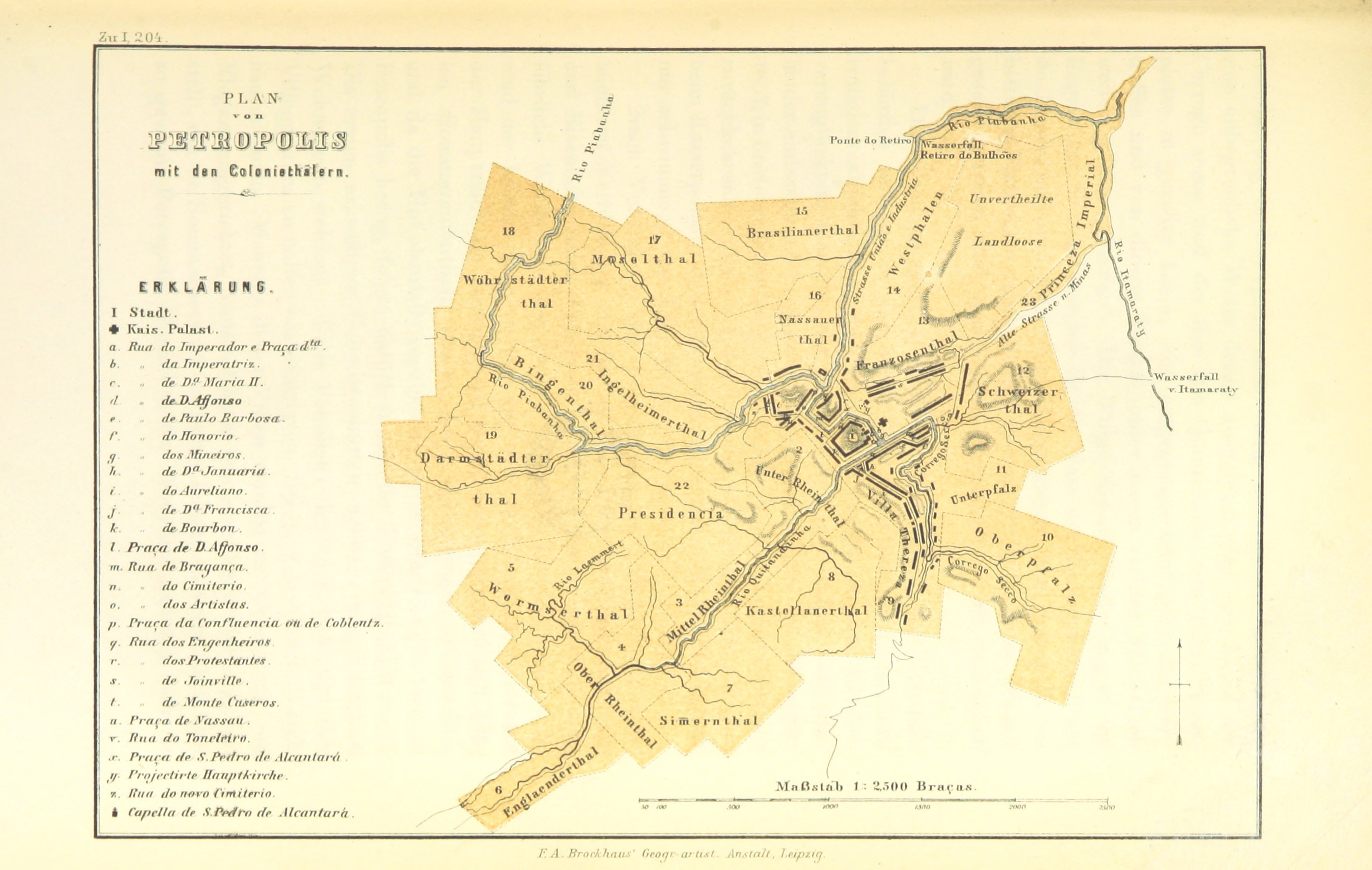
Plan von Petrópolis (aus Johann Jakob von Tschudi)

1857 wurde der Ort Petrópolis von Kaiser Dom Pedro II zur Stadt erhoben. Zwischen 1894 und 1902 war Petrópolis Hauptstadt des Bundesstaates Rio de Janeiro.
Infolge starken Niederschlags und der daraus resultierenden Überschwemmungen ereignete sich am 15. Februar 2022 in Petrópolis ein Murgang, durch den mindestens 152 Menschen ums Leben kamen.

## Bevölkerungsentwicklung
| Jahr | Einwohner | Stadt   | Land   |
| --- | --------- | ------- | ------ |
| 1872 | 7.219*    | ?       | ?      |
| 1900 | 39.695    | ?       | ?      |
| 1920 | 67.574    | ?       | ?      |
| 1940 | 84.875    | 55.006  | 29.869 |
| 1950 | 108.307   | 75.957  | 32.350 |
| 1960 | 150.300   | 120.113 | 30.187 |
| 1970 | 189.140   | 154.545 | 34.595 |
| 1980 | 242.017   | 202.213 | 39.804 |
| 1991 | 255.468   | 249.080 | 6.388  |
| 2000 | 286.537   | 270.671 | 15.866 |
| 2010 | 296.044   | 281.356 | 14.688 |
| 2021 | 307.144   | ?       | ?      |
| Die zur Anzeige dieser Grafik verwendete Erweiterung wurde dauerhaft deaktiviert. Wir arbeiten aktuell daran, diese und weitere betroffene Grafiken auf ein neues Format umzustellen. (Mehr dazu) |           |         |        |

* 1872: 7.219 Einwohner inklusive 433 Sklaven

Quelle: IBGE (2011)

## Wirtschaft
In Petrópolis betreibt der global operierende Konzern General Electric ein Werk zur Überholung und Neuteilfertigung von Flugzeugantrieben. So wird dort zum Beispiel für das CFM56-7 Triebwerk das Verdichtergehäuse gefertigt. Außerdem ist Petropolis ein Zentrum der Textilindustrie mit vielen Geschäften und Fabrikverkaufsstellen. Die Grupo Petrópolis betreibt hier eine Großbrauerei.  Deren bekannteste Marke ist Itapaiva, benannt nach einem 15 km weiter nördlich auf der Hauptstraße von Rio liegenden Ort im Município.
Ein bedeutender Wirtschaftsfaktor ist auch die 1953 gegründete Universidade Católica de Petrópolis, an der mehr als 5000 Studenten eingeschrieben sind.
Allgegenwärtig erscheint die Tourismusindustrie mit ihren vielen Andenkenläden, die unter anderem in China hergestellte Schneekugeln mit dem kaiserlichen Sommerpalast kostengünstig einer breiten Öffentlichkeit zugänglich machen. Von einer letzten glamourösen Zeit kündet das im Süden des Municípios, nunmehr in Appartements umgewandelte Hotel Quitandinha, wo sich von den 1950er bis in die 1960er Jahre unter der künstlerischen Leitung des ehemaligen ungarischen Fußballtrainers Nicolas Ladanyi Weltstars wie Errol Flynn, Greta Garbo und das Hollywood-Busenwunder Jayne Mansfield einfanden.
Viele vermögendere Bewohner der Stadt Rio de Janeiro, insbesondere mit der Vergabe von öffentlichen Aufträgen befasste Politiker und Unternehmer die öffentliche Aufträge ausführen, haben in Petrópolis Zweitwohnsitze, wo man der oft erdrückenden Sommerhitze der Baixada Fluminense entfliehen kann. Besonders beliebt sind Häuser in sogenannten Condomínios, neudeutsch „Gated Communities“, in Itaipava, um so mehr, wenn diese einen Ausblick auf die Berge der Serra dos Órgãos mit ihren bis zu mehr als 2000 Metern hohen Gipfeln ermöglichen.

## Kultur
Petrópolis ist der Sitz des bedeutendsten brasilianischen Knabenchores Canarinhos. Vom deutschen Franziskaner-Pater Laetus 1942 gegründet, ist der Chor an vielen Sonntagen in den Gottesdiensten der örtlichen Franziskanerkirche zu hören. Konzerttourneen im In- und Ausland sowie zahlreiche Tonträgerproduktionen zeugen vom künstlerischen Niveau. 
Seit 1983 findet jedes Jahr, meist Ende Juni, in Petrópolis das Bauernfest statt, ein Festival, das die Ankunft deutscher Einwanderer in Petrópolis im 19. Jahrhundert feiert.

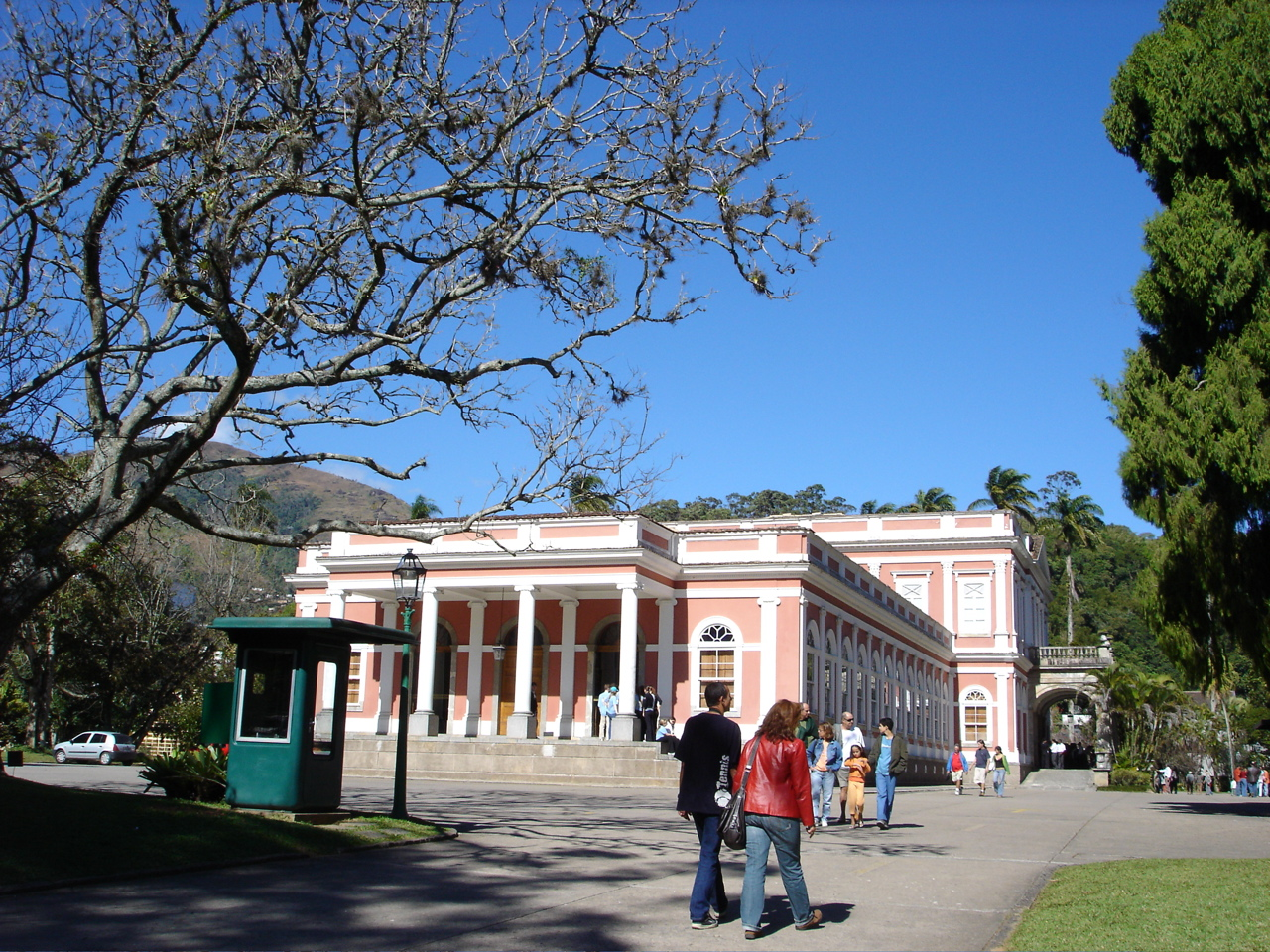
Museu Imperial
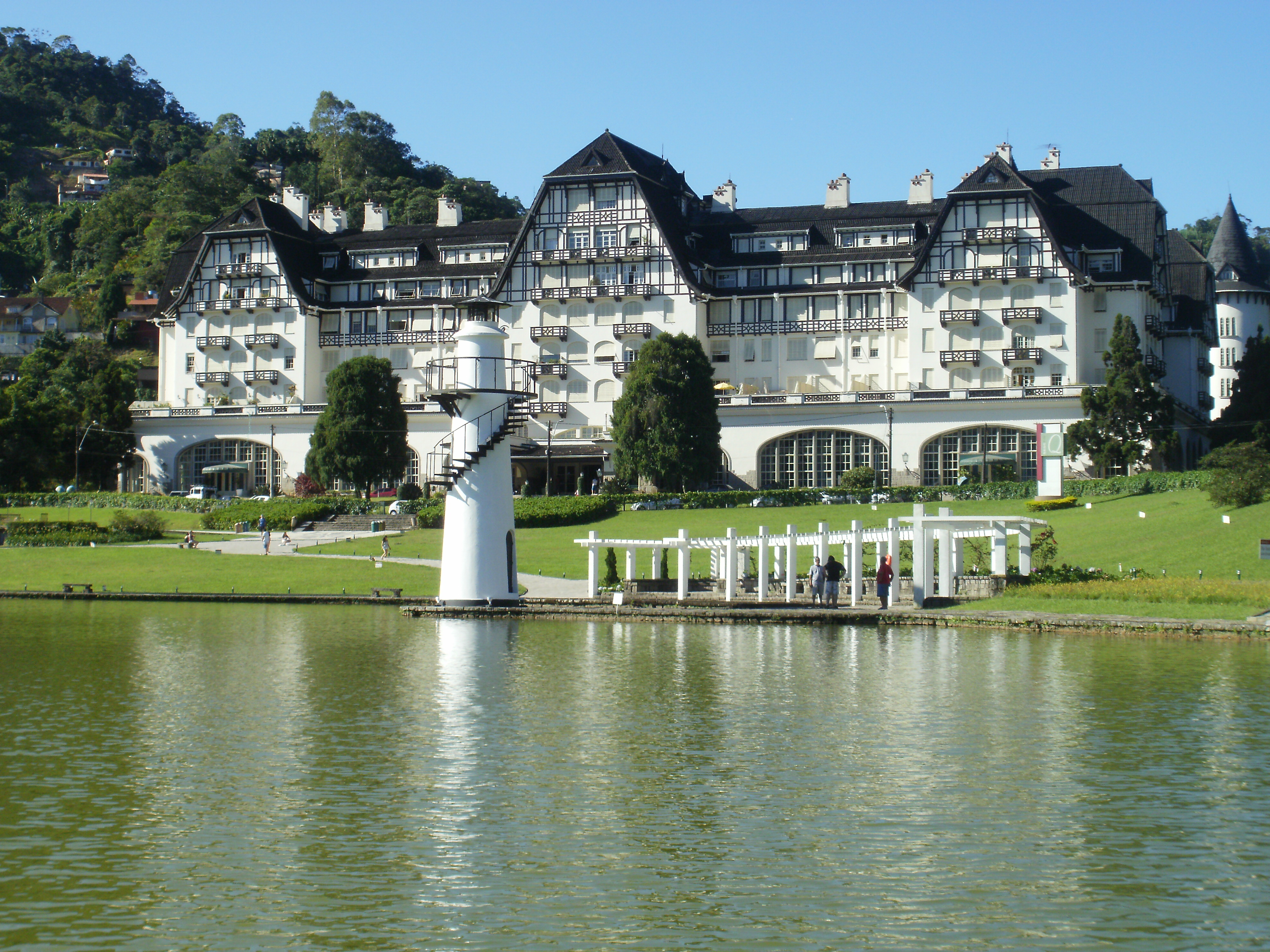
Palácio Quitandinha (ehemals Hotel)
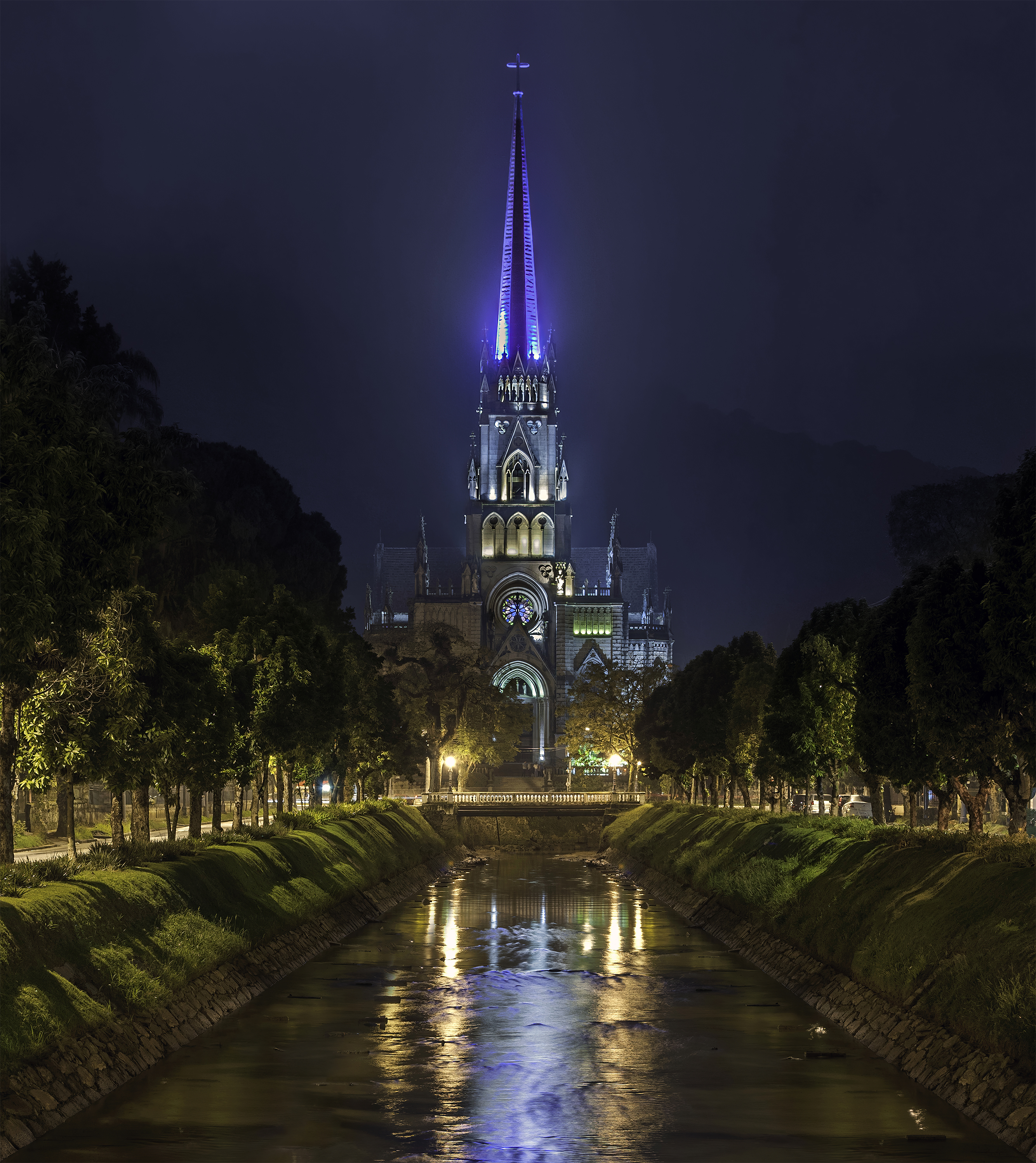
Kathedrale São Pedro de Alcântara

## Kirche
In der bis heute von Einwanderern aus verschiedenen europäischen Ländern geprägten Stadt sind neben der dominierenden römisch-katholischen zahlreiche andere christliche Kirchen vertreten. Die bekannteste Kathedrale ist die Bischofskirche der katholischen Diözese Petrópolis.

## Kriminalität
Die Mordrate 2016/2017 betrug knapp unter 10 Opfer pro 100.000 Einwohner, was etwa ein Drittel der brasilianischen betrug und hinter Teresópolis die zweitniedrigste unter den Großstädten des Staates Rio de Janeiro war.

## Sport
In Petrópolis wurde 1915 der Serrano Football Club gegründet, der seinen Namen von den Serras, den Berglandschaften der Gegend hat. Der Verein gewann 1929 und 1945 die Meisterschaft des Staates Rio de Janeiro. 1999 gewann Serrano die zweite Liga (Serie B) der Staatsmeisterschaft von Rio de Janeiro, was aber damals nicht zum Aufstieg berechtigte. Bedeutende Spieler waren  Kevin Kurányi,  Acácio oder  Garrincha.
Der 1912 gegründete EC Cascatinha war 1943 Halbfinalist der Staatsmeisterschaft und in den 1990er Jahren kurzfristig in der dritten Klasse der Staatsliga. Der Kaiserburg FC, der in deutschen Nationalfarben und mit Bundesadler auf der Brust antrat, hatte gegen Ende der 2000er Jahre eine kurzlebige Existenz im unterklassigen Staatsfußball. Der 2004 gegründete  Estácio de Sá FC aus dem Norden der Stadt Rio siedelte 2011 nach Petrópolis um und hatte seither als Imperial FC einige Episoden im unterklassigen Staatsfußball.

## Sehenswürdigkeiten
Der Mitte des 19. Jahrhunderts für Pedro II. erbaute Palast ist eine Hauptattraktion der Stadt. Seit 1940 beherbergt er das Museu Imperial, das in seinen weitläufigen Räumen Teile des kaiserlichen Mobiliars, die prächtigen Staatsgewänder, Zepter und Krone des letzten brasilianischen Kaisers ausstellt.
- In Petrópolis ist das Haus des Flugpioniers Santos Dumont zu besichtigen.
- Die Casa Stefan Zweig ist ein 2012 eröffnetes Schriftstellermuseum, eingerichtet in dem Haus, in dem sich der österreichische Schriftsteller Stefan Zweig 1942 das Leben nahm.[10] Das Projekt Casa Stefan Zweig wurde von Alberto Dines initiiert und wird vom Österreichischen Gedenkdienst unterstützt. Auf dem Cemitério Municipal, dem städtischen Friedhof, befindet sich das Grab von Stefan Zweig.
- Interessant sind auch der Palácio Quitandinha und der
- Kristallpalast Palácio de Cristal, 1884 von Prinzessin Isabel eröffnet
- In der neugotischen Kathedrale stehen die Sarkophage der kaiserlichen Familie.

## Persönlichkeiten
Söhne und Töchter der Stadt
- Manuel Said Ali (1861–1953), Romanist, Lusitanist und Grammatiker
- Arturo Bernstein (1882–1935), argentinischer Bandoneonist und Tangokomponist
- Magda Tagliaferro (1893–1986), Pianistin
- Carlos Eduardo de Sabóia Bandeira Melo (1902–1969), römisch-katholischer Ordensgeistlicher, Bischof von Palmas
- Ariel Augusto Nogueira (1910–1990), Fußballnationalspieler
- César Guerra-Peixe (1914–1993), Komponist
- Diane von Orléans, Herzogin von Württemberg (* 1940), deutsche Künstlerin französischer Herkunft
- Ernani Aguiar (* 1950), Komponist, Chorleiter
- Raphael Rabello (1962–1995), Musiker und Komponist, einer der bedeutendsten Gitarristen Brasiliens
- Rodrigo Santoro (* 1975), Schauspieler
- Jana Ina (* 1976), in Deutschland lebende brasilianische Moderatorin und Model
- Rodolfo Cogliatti (* 1976), Komponist
- Romulo Kuranyi (* 1989), deutscher Künstler
- Fábio (* 1990), Fußballspieler
- Rafael (* 1990), Fußballspieler
- Vitória Rodrigues (* 1999), Beachvolleyballspielerin

Personen mit Beziehung zur Stadt
- Oswaldo Cruz (1872–1917), brasilianischer Arzt und Bakteriologe, verstorben in Petropolis
- Leopold Andrian (1875–1951), österreichischer Schriftsteller und Diplomat, ab 1940 in Petrópolis im Exil
- Alberto Santos Dumont (1872–32), Flugpionier, hatte hier ein Sommerhaus
- Stefan Zweig (1881–1942), österreichischer Schriftsteller, ab 1941 in Petrópolis, Tod im Exil durch Suizid am 22. Februar 1942
- Paulo Evaristo Arns (1921–2016), emeritierter Erzbischof von São Paulo und Kardinal deutscher Abstammung, Franziskaner, Befreiungstheologe; 1944–1947 Studium der Theologie in Petrópolis, nach 1950 Seelsorger und Professor an der Katholischen Universität von Petrópolis.
- Leonardo Boff (* 1938), brasilianischer Theologe, studierte in Petrópolis
- Kevin Kurányi (* 1982), deutscher Fußballprofi, aufgewachsen in Petrópolis